# (5674) Wolff
Pour les articles homonymes, voir Wolff.
(5674) Wolff est un astéroïde de la ceinture principale.

## Description
(5674) Wolff est un astéroïde de la ceinture principale. Il fut découvert le 6 septembre 1986 à la station Anderson Mesa par Edward L. G. Bowell. Il présente une orbite caractérisée par un demi-grand axe de 2,36 UA, une excentricité de 0,17 et une inclinaison de 1,7° par rapport à l'écliptique.

## Compléments